# Баур, Элеонора
Элеонора Баур (нем. Eleonore Baur, урождённая Майр (нем. Mayr); 7 сентября 1885, Бад-Айблинг — 18 мая 1981, Оберхахинг), также известная как сестра Пия (нем. Schwester Pia), — влиятельная фигура в НСДАП и единственная известная женщина, участвовавшая в мюнхенском Пивном путче.

## Ранние годы
Элеонора Майр родилась в Бад-Айблинге (Бавария). Её мать умерла, когда она была ещё младенцем, а в возрасте пяти лет она переехала в Мюнхен вместе с отцом и мачехой.
В Мюнхене Майр бросила школу в возрасте 14 лет, чтобы работать помощником акушерки. В 15 лет она родила незаконнорождённого ребёнка, судьба которого и поныне неизвестна. В 19 лет у неё появился ещё один внебрачный ребёнок — сын Вильгельм, которого она отдала на усыновление, а сама вскоре после этого перебралась в Египет, где работала помощницей медсестры в каирской больнице.
В 1905 году она вместе с подругой-медсестрой переехала в Каир, где Баур получила образование медсестры. Она вернулась в Мюнхен в 1907 году и сначала работала частной медсестрой, затем в «Gelbes Kreuz», ассоциации бесплатных медсестер. По словам Баур, эти медсестры назвали ее «сестрой Пиа».. В 1908 или 1909 году она вышла замуж за инженера-механика Людвига Баура, но через пять или шесть лет развелась с ним. Баур работала медсестрой во время Первой мировой войны, а затем оказывала помощь силам Добровольческого корпуса Оберланда в их борьбе против Баварской советской республики и в балтийской кампании 1919 года.
В 1923 году она во второй раз вышла замуж за управляющего отелем по фамилии Шпонзейль, который был на десять лет её моложе. Этот брак также закончился разводом.

## НСДАП
В 1920 году Баур познакомилась с Адольфом Гитлером в мюнхенском трамвае и впоследствии принимала участие в создании Национал-социалистической немецкой рабочей партии (нем. Nationalsozialistische Deutsche Arbeiterpartei; NSDAP), числясь её членом под номером 11. К весне 1920 года она стала одной из самых заметных нацистских деятелей в Мюнхене и была арестована 11 марта того же года за нарушение общественного порядка после произнесения антисемитской речи на женском митинге в Мюнхене. Последовавшее оправдание сделало её героиней в нацистском движении.
И потом Баур продолжала активно участвовать в немецкой политике, выступая с речами и организуя нацистские благотворительные мероприятия, а 9 ноября 1923 года участвовала в Пивном путче, во время которого она получила незначительные ранения и за что позднее получила орден Крови, став одной из всего лишь 16 женщин (двух немок и 14 австриек), удостоенных высшей награды партии.
На протяжении всего периода возвышения нацистов и после их прихода к власти в 1933 году Баур оставалась близкой к нацистскому руководству, сопровождая Гитлера на пикниках. Генрих Гиммлер назначил её сестрой-попечительницей в Войсках СС с присвоением звания генерала.
В 1934 году Баур основала Национал-социалистический сестринский орден, в 1937 году став его почётным председателем. При нацистском режиме её образ продвигался как идеальной нацистской женщины («Der Spiegel» называл её «медсестрой нацистской нации»). Высоко ценилась её роль в зарождении нацистской партии. Известная как фанатичная нацистка, ненавидевшая евреев и поляков, Баур была удостоена множества наград, в том числе Силезского Орла, Серебряной медали за храбрость и Балтийского креста.

## Дахау
Баур сыграла важную роль в создании и управлении концентрационного лагеря Дахау. Несмотря на отсутствие каких-либо доказательств того, что Баур наносила физический вред заключённым, её обвинили в издевательствах над ними, персоналом и местным населением, а также в принуждении заключённых работать над ремонтом её особняка в Оберхахинге, который Гитлер подарил ей. Будучи единственной женщиной, допускавшейся в этот концлагерь, Баур приобрела в нём репутацию человека, который «реквизировал всё, что не было прибито гвоздями».
Группы заключённых из небольшого соседнего лагеря Мюнхен-Швабинг были «по свидетельствам, избиты и получили приказ выполнять физическую работу» в доме Баур, включая «уборку её дома, уход за её садом и даже изготовление детских игрушек».

## Послевоенные годы
Баур была впервые арестована по обвинению в военных преступлениях в мае 1945 года, но вскоре была освобождена из-за недостаточности улик. Затем она предстала перед судом по денацификации в Мюнхене в сентябре 1949 года, где была приговорена к десяти годам заключения в исправительно-трудовом лагере Ребдорф и конфискации её имущества.
Освобождённой из тюрьмы в 1950 году по состоянию здоровья, Баур в 1955 году удалось добиться назначения пенсии и выплаты компенсации. Тогда же она вернулась в Оберхахинг, где умерла в 1981 году в возрасте 95 лет.
Баур никогда не отказывалась от идей национал-социализма, однажды заявив: «Есть только один Фридрих Великий, есть только один Адольф Гитлер и есть только одна сестра Пия».